# Морбело
Морбело (итал. Morbello) је насеље у Италији у округу Алесандрија, региону Пијемонт.
Према процени из 2011. у насељу је живело 459 становника. Насеље се налази на надморској висини од 398 м.

## Становништво
| 1931. | 1936. | 1951. | 1961. | 1971. | 1981. | 1991. | 2001. | 2011. |
| ----- | ----- | ----- | ----- | ----- | ----- | ----- | ----- | ----- |
| 1.584 | 1.465 | 1.088 | 822   | 645   | 544   | 489   | 459   | 408   |